# Mig ouet
Mig ouet és un malnom emprat a les comarques de Castelló per definir els valencians de la ciutat de València.
Hi ha dos possibles orígens del malnom. El primer provindria de la manera amb què una part de l‘empobrida burgesia de València anava a comprar al mercat durant la difícil postguerra: per favor, pose‘m mig ouet i mitja quarteta de pollastre, solien dir, tot i que no sé sap ben bé per què, la gent de les comarques de Castelló començaren a usar graciosament aquesta paraula per a referir-se als valencians de la ciutat de València.
Un segons probable origen, sembla més fruït de la llegenda popular, explica que els collidors valencians que arribaven a les comarques castellonenques, per dinar portaven mig ou, així que quan els preguntaven pel seu menjar, responien: "Ara, mig ouet, després ja vorem".